# Otto IV. (HRR)

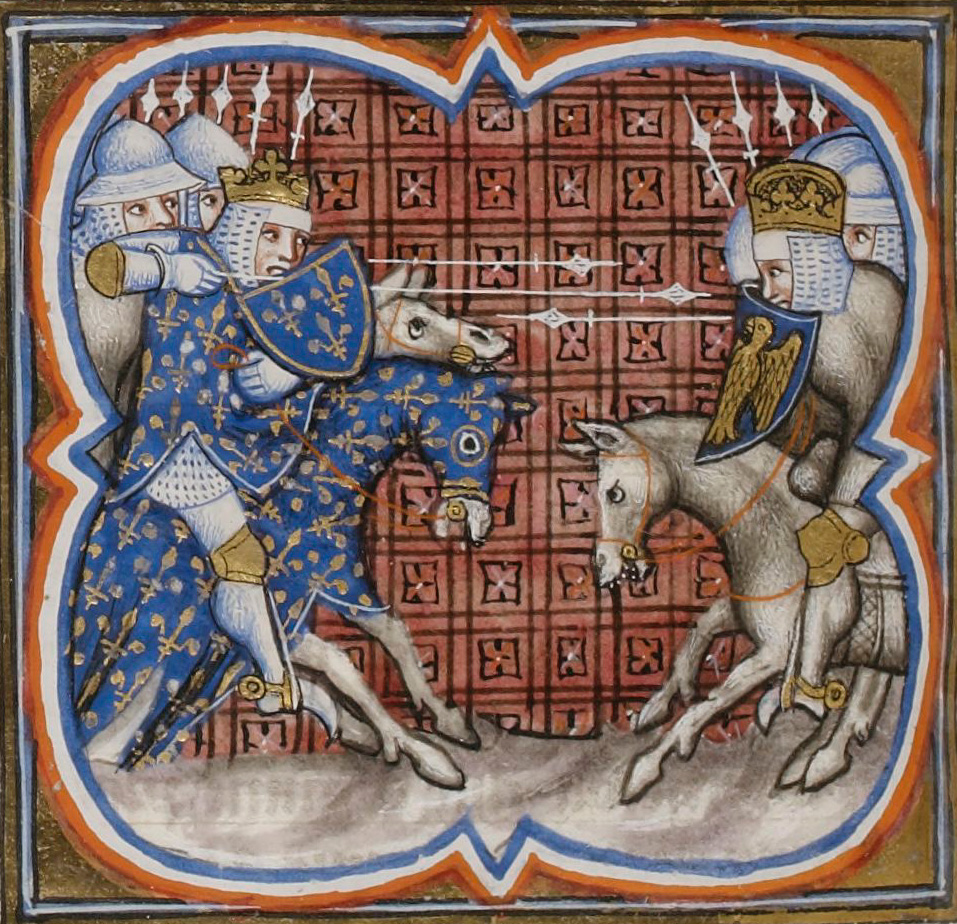
Reiterkampf zwischen Philipp II. Augustus und Otto IV. Grandes Chroniques de France, Frankreich, 14. Jahrhundert. Paris, Bibliothèque nationale de France, Ms. fr. 2813, fol. 253v.

Otto IV. von Braunschweig (* 1175 oder 1176 möglicherweise in Braunschweig; † 19. Mai 1218 auf der Harzburg) aus dem Haus der Welfen war von 1198 bis 1218 (unangefochten jedoch nur von 1208 bis 1211) römisch-deutscher König und von 1209 bis 1218 Kaiser des römisch-deutschen Reiches.
Der Tod Kaiser Heinrichs VI. im Jahr 1197 ließ die bis Sizilien reichende staufische Herrschaft über Reichsitalien zusammenbrechen und schuf im Reichsteil nördlich der Alpen ein Machtvakuum. Vorbehalte gegen den minderjährigen Friedrich II. als König führten in einem Reich ohne geschriebene Verfassung zu zwei Königswahlen. Im 1198 ausgebrochenen „deutschen“ Thronstreit rangen die beiden jeweils gewählten Könige Philipp von Schwaben und Otto um die Anerkennung ihrer Herrschaft. Beide Kontrahenten versuchten in den Folgejahren durch Unterstützung seitens des Papstes oder verschiedener Teile Europas, durch Geld und Geschenke, durch demonstrative öffentliche Auftritte und Rituale (Symbolische Kommunikation) oder durch kriegerische und diplomatische Unternehmungen, den Konflikt für sich zu entscheiden. Otto geriet dabei im Reich nördlich der Alpen zunehmend in Isolation. Anerkannt wurde er erst 1208, als mit der Ermordung Philipps die Thronstreitigkeiten ein Ende fanden. 1209 ließ er sich von Papst Innozenz III. zum Kaiser krönen. Otto versuchte kurz danach, durch die Eroberung Siziliens eine Wiedervereinigung der beiden Reiche (unio regni ad imperium) wie unter Heinrich VI. zu erreichen. Dadurch kam es zum Bruch mit dem Papst und zur Exkommunikation. Das Ziel Innozenz’ III. war es, Sizilien auf Dauer vom deutschen Reichsteil loszulösen, um den Süden der Halbinsel als Gegengewicht gegen Ottos Ambitionen ausspielen zu können. Im nordalpinen Reichsteil verlor Otto dadurch zunehmend an Zustimmung. Die Schlacht bei Bouvines 1214 beendete seine Herrschaft und brachte die endgültige Anerkennung Friedrichs II., dem der Papst zusammen mit einem antiwelfisch gesinnten Kreis süd- und mitteldeutscher Fürsten zur Königswahl verholfen hatte. Neuere Forschungsbeiträge betonen Ottos von anglonormannischen Einflüssen geprägte Hofhaltung und begründen das Scheitern des einzigen welfischen Kaisers damit, zu wenig mit konsensualer Herrschaftspraxis vertraut gewesen zu sein.

## Leben

### Herkunft und Jugend

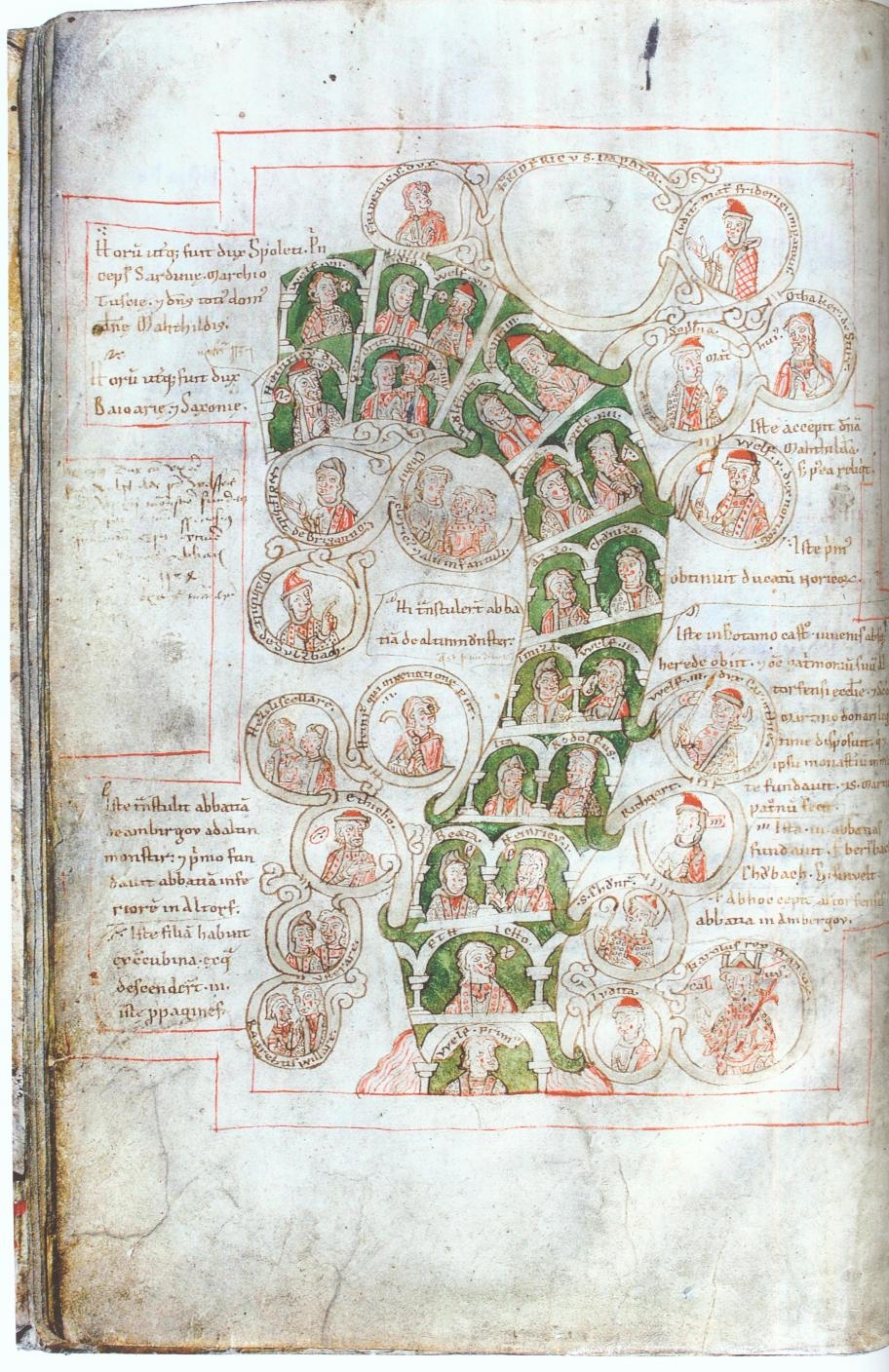
Die älteste erhaltene Darstellung eines mittelalterlichen Adelsgeschlechtes entstand wohl in den letzten Jahrzehnten des 12. Jahrhunderts in der welfischen Grablege Kloster Weingarten. Der Stammbaum beginnt mit Welf I. und endet oben links mit Welf VII. und Heinrich dem Löwen. Fulda, Hochschul- und Landesbibliothek, Handschrift D 11, fol. 13v (Kat.- Nr. II.A.20)

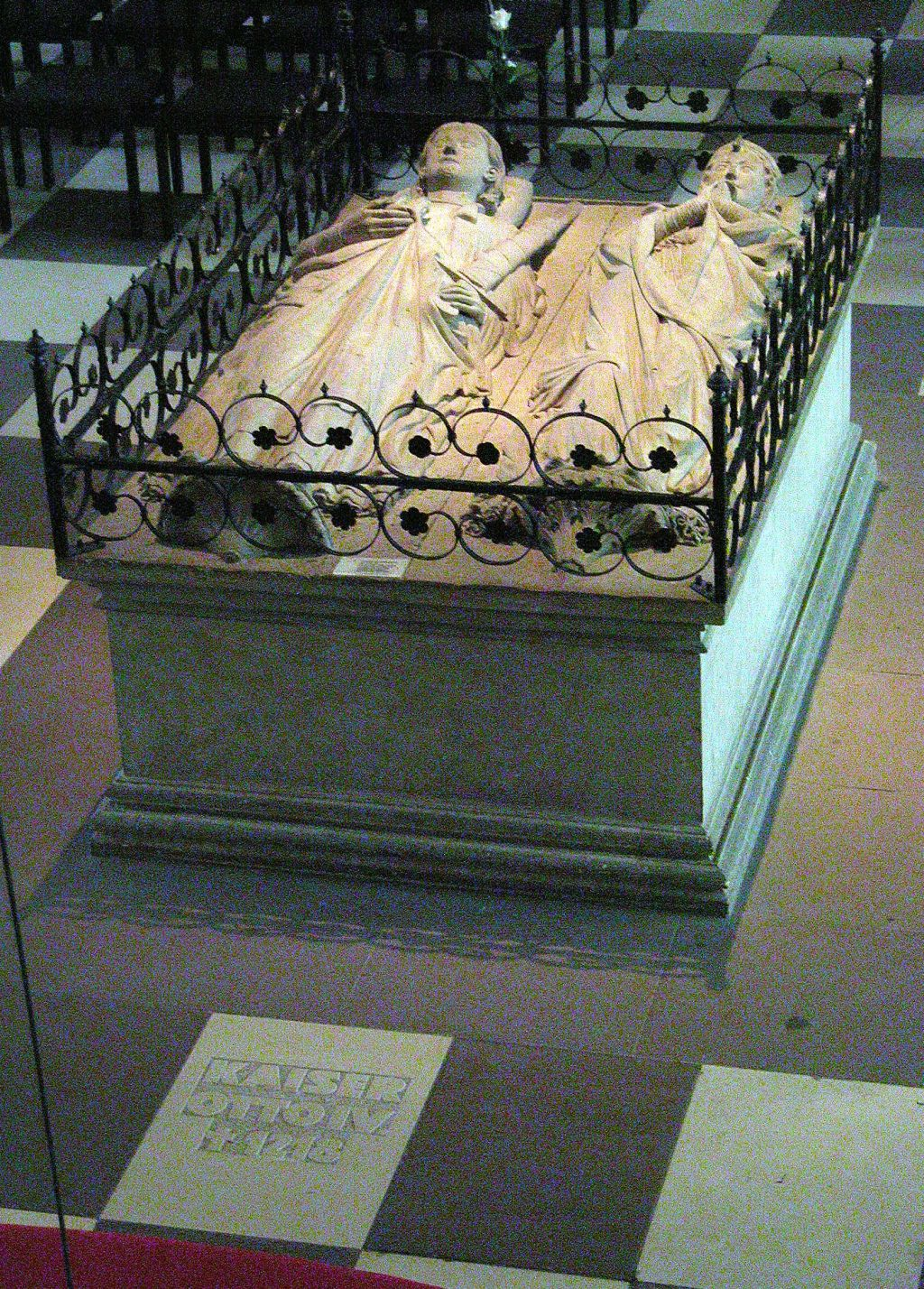
Das Grabmal der Eltern Ottos im Braunschweiger Dom: Heinrich der Löwe (links), Mathilde (rechts), zu deren Füßen die Grabplatte Ottos.

Otto entstammte dem adligen Geschlecht der Welfen. Schon seit den zwanziger Jahren des 12. Jahrhunderts wurde in mehreren Schriften die Geschichte dieser Familie schriftlich fixiert; als erste Adelsfamilie im Reich ließen die Welfen damit ihre Geschichte aufzeichnen. Die Vorfahren der Welfen traten bereits im 8. Jahrhundert im Umfeld der Karolinger auf. Der Aufstieg der Familie vollzog sich durch vorteilhafte Heiraten.
Mit der Hochzeit 1168 zwischen Heinrich dem Löwen und der englischen Königstochter Mathilde gingen mit den Welfen und den Plantagenêt zwei der einflussreichsten Dynastien in Europa ein Bündnis ein. Aus dieser Ehe ging 1175 oder 1176 der möglicherweise in Braunschweig geborene Otto als dritter Sohn hervor. Mit Heinrich und Wilhelm hatte er noch zwei Brüder. Ihr Vater Heinrich der Löwe war als Herzog von Sachsen über zwei Jahrzehnte eine wesentliche Stütze der Herrschaft seines Vetters Friedrich Barbarossa. Die Kooperation war durch Leistung und Gegenleistung geprägt. 1156 wurde Heinrich auch das Herzogtum Bayern übertragen. In Norddeutschland konnte Heinrich sich durch das Investiturrecht für die nordelbischen Bistümer eine königsgleiche Position aufbauen. Für diese Förderung erbrachte der Löwe hohe Gegenleistungen für Barbarossa im Kampf gegen die italienischen Kommunen und den Papst. Er übernahm wichtige politische Aufgaben als Gesandter und Vermittler. Die übermächtige Stellung Heinrichs missachtete aber das bisherige Gleichgewicht innerhalb der adligen Führungsschicht. Dadurch entstand zunehmend Konfliktpotential mit anderen Großen im Reich. 1180 wurde Ottos übermächtiger Vater auf Betreiben der Fürsten gestürzt und verlor seine Herzogtümer Bayern und Sachsen. Ihm verblieb nur noch das von sächsischen Vorfahren ererbte adlige Eigengut um Braunschweig und Lüneburg.
1182 musste Heinrich der Löwe mit seiner Familie ins Exil nach England gehen. Seine Jugend verbrachte Otto deshalb am Hof König Heinrichs II. in England und Frankreich. Dort wurde er mit den etablierten Gewohnheiten über herrscherliche Amts- und Lebensführung seiner Zeit vertraut gemacht. Für das Jahr 1183/84 ist durch die Buchführung des angevinischen Königshauses ein eigener Haushalt mit Dienstleuten und Lehrern für den Jungen nachweisbar. In der neueren Forschung ging man sogar so weit zu behaupten, dass Otto der Herkunft nach zwar ein Welfe war, der Erziehung zufolge aber ein Plantagenêt. Nach dem Tod Heinrichs II. 1189 wurde dessen Sohn Richard Löwenherz König von England und nahm sich seines Neffen Otto an. Die Beziehung zwischen Onkel und Neffe wurde in den nächsten Jahren noch enger. Als Richard 1192 vom Dritten Kreuzzug zurückkehrte, wurde er im Herrschaftsgebiet des österreichischen Herzogs Leopold V. gefangen genommen und an Kaiser Heinrich VI. ausgeliefert, der ihn bis 1194 festhielt. Dies bewog Otto, ins römisch-deutsche Reich zu reisen und als Geisel an den Hof des Kaisers zu gehen. Erst in der zweiten Jahreshälfte 1194 konnte Otto nach England zurückkehren. Im Februar 1196 wurde Otto von Richard zum Ritter geschlagen und im September 1196 mit der Grafschaft Poitou belehnt, die Otto zugleich die Herzogswürde von Aquitanien einbrachte. Richard versuchte vergeblich durch ein Heiratsprojekt, Otto die Nachfolge des söhnelosen Schottenkönigs Wilhelm I. zu sichern. Vielleicht sollte Otto gar Richards Nachfolge im englischen Königreich antreten. Im Testament Heinrichs des Löwen von 1195 war für Otto hingegen nur ein unbedeutender Erbteil mit Haldensleben und Umgebung vorgesehen. Sein Bruder Heinrich trat 1195/96 als Pfalzgraf bei Rhein in eine reichsfürstliche Stellung ein.

### Thronstreit
Am 28. September 1197 starb Kaiser Heinrich VI. überraschend in Messina. Sein einziger Sohn Friedrich war zu diesem Zeitpunkt ein zweijähriges Kind. Friedrich war bereits zum Mitkönig erhoben, befand sich allerdings 1197/98 in Italien. Philipp, Bruder Kaiser Heinrichs VI. und Herzog von Tuszien und Schwaben, versuchte vergeblich, Friedrich von Italien ins Reich nördlich der Alpen zu bringen. Im Dezember 1197 befand sich Philipp als einziger Repräsentant der staufischen Dynastie wieder im nördlichen Reichsteil. Noch im Januar 1198 stellte Philipp den Bürgern von Speyer Urkunden im Namen König Friedrichs aus. Doch konnte sich ein Königtum Friedrichs im Reich nicht behaupten. Wegen Vorbehalten gegen einen König im Kindesalter wählten rivalisierende Fürstengruppen 1198 zwei Könige. An der Spitze derjenigen, die Otto wählen wollten, stand der Kölner Erzbischof Adolf. Er war finanziell von führenden Kölner Patriziern abhängig, die wiederum in regen Handelsbeziehungen mit England standen. Der englische König Richard Löwenherz wollte nun seinen Neffen Otto als Königsnachfolger installieren, um sich einen zuverlässigen Partner im Kampf gegen Philipp II. August von Frankreich zu schaffen.
Die Kandidatur Ottos beunruhigte aber die Großen, die vom Sturz seines Vaters Heinrich profitiert hatten. Der Askanier Bernhard und der Wittelsbacher Ludwig, in der Nachfolge seines 1183 verstorbenen Vaters Otto, hatten durch den Sturz Heinrichs des Löwen das Herzogtum Sachsen und das Herzogtum Bayern erhalten. Heinrichs Sohn Otto, so fürchteten sie, könnte ihnen diese territorialen Zugewinne wieder streitig machen. Von ihnen sowie von den Erzbischöfen Ludolf von Magdeburg und Adalbert von Salzburg wurde Philipp von Schwaben am 8. März 1198 in Mühlhausen zum König gewählt. Der Ort für eine Königswahl war ungewöhnlich. Möglicherweise wollte Philipp mit dieser Ortswahl die Demütigung in der historischen Erinnerung tilgen, die sein Großonkel Konrad III. 1135 bei seiner Unterwerfung in Mühlhausen vor Lothar III. erlitten hatte. Ungewöhnlich war auch, dass alle drei rheinischen Erzbischöfe fehlten. In einem Reich ohne schriftlich fixierte Gesetze oder Erlasse wurde mit dieser ungewöhnlichen Königswahl zwar gegen kein Recht, aber doch gegen Gewohnheiten (consuetudines) verstoßen. Diese fanden die politischen Führungsgruppen in mündlich-persönlichen Beratungen auf Hoftagen, Synoden oder in Zusammenkünften. Durch die permanente Wiederholung der Gewohnheit wurde sie von den Betrachtern erkannt und angemessen verstanden. Solche Konsensfindung war das wichtigste Verfahren zur Etablierung von Ordnung in der mittelalterlichen Gesellschaft. Philipp erhielt für sein Königtum die Unterstützung von Herzog Leopold VI. von Österreich und Steiermark, Herzog Otakar I. von Böhmen, Herzog Berthold von Zähringen und Landgraf Hermann I. von Thüringen.
Am 9. Juni 1198 wurde Otto in Köln vom Kölner Erzbischof, den Bischöfen Bernhard II. von Paderborn und Thietmar von Minden sowie von drei Reichsäbten zum König gewählt. Der Kölner Erzbischof sprach allerdings auch für den Erzbischof Konrad I. von Mainz, der sich auf einem Kreuzzug befand, und den Erzbischof Johann I. von Trier, dem die Stimme abgekauft worden war. Am traditionellen Krönungsort Aachen, wo 936 erstmals ein ostfränkisch-deutscher Herrscher gekrönt wurde, sollte die Krönung vollzogen werden. Nach drei Wochen konnte die von staufischen Rittern besetzte Stadt eingenommen werden. Am 10. Juli konnte Otto feierlich in die Stadt einziehen. Zwei Tage später krönte ihn der Kölner Erzbischof Adolf in Aachen zum König. Es fehlten jedoch die Insignien (Reichskrone, Reichsschwert und Reichsapfel), denn sie befanden sich in Philipps Besitz. Otto ließ deshalb von französischen und niederrheinischen Goldschmieden neue anfertigen. Reichsschwert und Reichsapfel sind bis heute erhalten. Mit der Krönung verzichteten Otto und seine Brüder gegenüber Köln auf das Herzogtum Westfalen. Zugleich verlobte sich Otto in Aachen mit der sieben- oder neunjährigen Maria von Brabant, einer Tochter Herzog Heinrichs I. von Niederlothringen-Brabant. Aus Anlass der Krönungs- und Verlobungsfeier wurde eine Wappenrolle angefertigt. Sie zeigt 34 Wappenschilde und ist das älteste erhaltene Zeugnis der Heraldik. Auf der Wappenrolle werden die Wappen aller in Aachen anwesend gewesenen Fürsten gezeigt. Mit seinen Brüdern konnte sich Otto über die welfischen Güter und Rechte einigen. Wilhelm erhielt Lüneburg, Pfalzgraf Heinrich Hannover, Celle und Göttingen. Otto selbst übernahm Braunschweig mit dem größten Teil des Harzes, dessen reiche Silbervorkommen vom Rammelsberg zu einem bedeutenden Streitpunkt mit den Staufern wurden. Ab 1199 übte er in Braunschweig Herrschaftsrechte aus. Anfang Mai 1202 wurde in Paderborn die Erbteilung unter den Söhnen Heinrichs des Löwen förmlich besiegelt.
Philipp ließ seine Königswahl am 8. September 1198 in Mainz wiederholen, vom burgundischen Erzbischof Aimo von Tarentaise wurde er zum König gekrönt. Eine Königskrönung ohne die vier rheinischen Würdenträger – die Erzbischöfe von Köln, Mainz und Trier sowie den Pfalzgrafen bei Rhein – war ein einzigartiger Vorgang gewesen. Trotz dieser Verstöße gegen die consuetudines (Gewohnheiten) konnte Philipp im Gegensatz zu Otto die Mehrheit der Fürsten hinter sich vereinen. Für die Fürsten waren Besitz, Abstammung und Herkunft für ihre Unterstützung Philipps maßgeblich.
Beide Könige bemühten sich in der Folgezeit, Unentschlossene oder Gegner auf ihre Seite zu ziehen. Dabei spielte die Begünstigung von Getreuen, Freunden und Verwandten durch Geschenke oder Übertragung von Ämtern und Besitz eine wichtige Rolle. Der wachsende Geldverkehr im Hochmittelalter beeinflusste die Fürsten in ihren Überlegungen für militärischen Beistand oder in der Frage ihrer Parteianhängerschaft. Otto wurde materiell vom englischen König Richard Löwenherz und seinem Nachfolger Johann Ohneland unterstützt. Nach Richards Tod hatte die Kölner Hochfinanz wesentlichen Anteil an der Aufrechterhaltung der Beziehungen. Philipp hingegen bekräftigte am 29. Juni sein Bündnis mit Philipp II. Augustus von Frankreich gegen den englischen König und dessen Neffen. Durch eine geschickte Heiratspolitik konnten Bindungen gefestigt oder Parteiwechsel belohnt werden. Außerdem mussten beide Herrscher in ihrer Interaktion mit den Großen Rücksicht auf den honor (Ehre) nehmen, also auf die jeweils durch Vornehmheit, Ämter, persönliche Fähigkeiten und Verbindungen beanspruchte Rangordnung in einer hocharistokratischen Gesellschaft. Selbst eine militärische Entscheidung im Thronstreit konnte nur dann zu einem dauerhaften Erfolg führen, wenn dem unterlegenen Gegner und seiner Anhängerschaft unter Wahrung der Ehre spürbare Kompensationen geboten wurden.
Viele Chronisten sahen durch den Konflikt zwischen den beiden Königen die vom Herrscher repräsentierte gottgewollte Ordnung erheblich gestört. In den Jahren des Thronstreits kam den Akten der Herrschaftsrepräsentation immense Bedeutung zu, denn in ihnen stellte sich nicht nur das Königtum zur Schau, sondern es manifestierten sich darin auch die eingetretenen Veränderungen im politischen Kräfteverhältnis. 1199 feierte Philipp in demonstrativer Absicht das Weihnachtsfest in Magdeburg und damit in der Nähe von Ottos braunschweigischen Stammlanden. Es gilt als erster Höhepunkt des Kampfes um die Königswürde. Durch die reiche Kleidung und das herrschaftliche Auftreten der Teilnehmer am Fest sollte Philipps Befähigung für die Königsherrschaft demonstriert werden. Der sächsische Herzog Bernhard fungierte dabei als Schwertträger und zeigte damit seine Unterstützung des Staufers. Der Schwertträgerdienst war nicht nur ehrende Auszeichnung, sondern nach Gerd Althoff auch Zeichen demonstrativer Unterordnung. In solchen rituellen Handlungen wurden Verpflichtungen für die Zukunft versinnbildlicht, denn Bernhard hatte 1197 noch selbst beabsichtigt, um die Königswürde zu kämpfen.

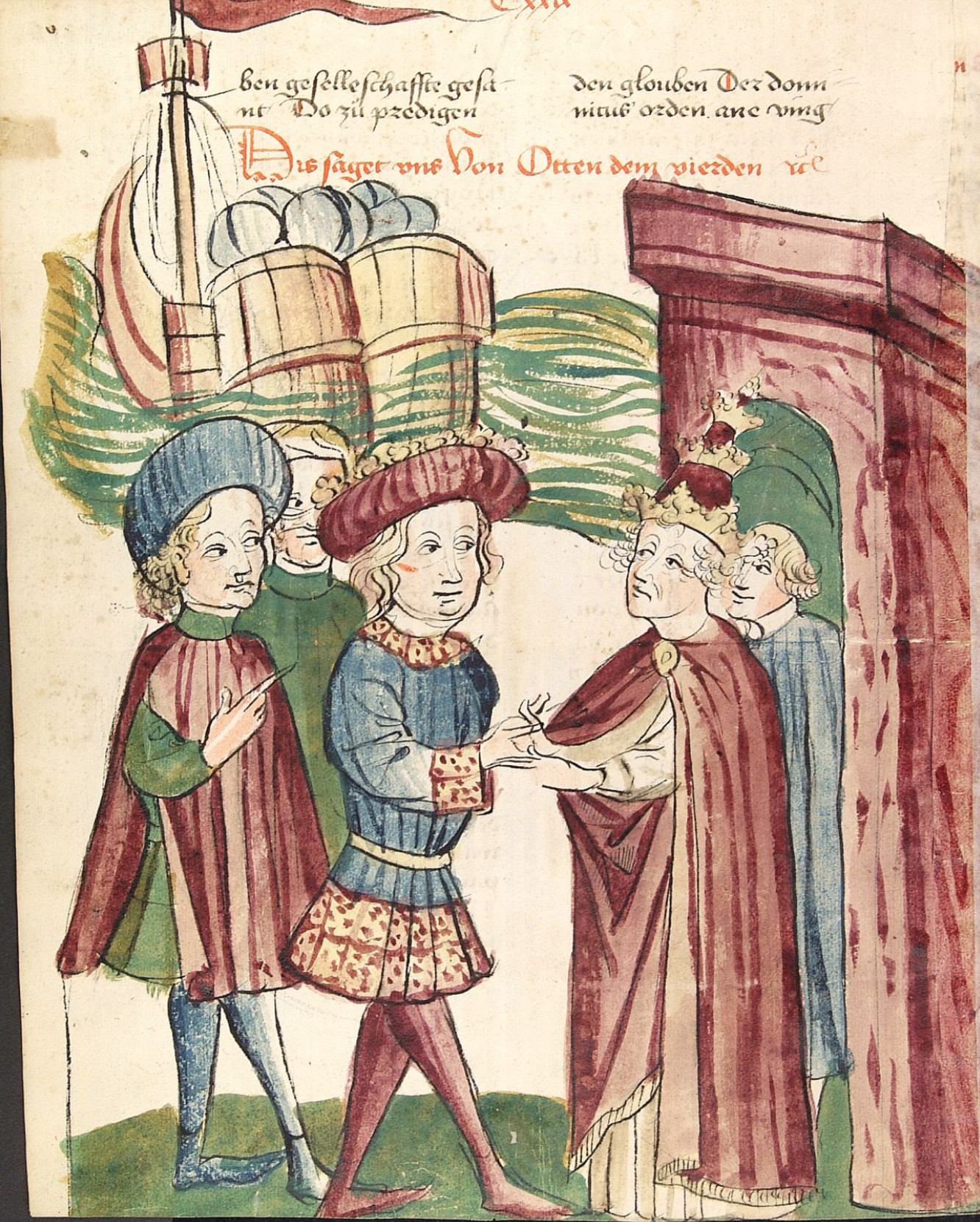
Otto IV. und Papst Innozenz III. begegnen sich vor den ankommenden Schiffen Friedrichs II. Die Darstellung stammt aus der Werkstatt des Diebold Lauber und bezieht sich auf den Romzug Ottos IV. 1209.

Beide Seiten erwarteten in absehbarer Zeit von Papst Innozenz III. die Kaiserkrönung und damit die Anerkennung ihrer Herrschaft. Die staufische Mehrheit im Reich beanspruchte selbstbewusst in ihrer Speyerer Fürstenerklärung vom 28. Mai 1199 das Recht, den deutschen König zu wählen, für sich. Nicht erwähnt wurde die Bestätigung der Wahl durch den Papst und dessen Recht, die Kaiserkrönung vorzunehmen. Die Wahl des Königs begründete nach Sicht der Anhänger des Staufers zugleich dessen Anspruch auf die Kaiserherrschaft. Demnach kam dem Papst für das Kaisertum nur die Rolle eines bloßen Koronators (Krönungsvollziehers) zu. Die welfische Seite hingegen bat um Bestätigung ihrer Wahl und um die päpstliche Zustimmung zur Kaiserkrönung. Dem päpstlichen Urteil kam damit erhebliche Bedeutung zu. Papst Innozenz unterzog an der Jahreswende 1200/1201 alle drei Kandidaten für die künftige Kaiserkrönung einer sorgfältigen Prüfung. Der Staufer Friedrich II. schied wegen seiner Jugend aus. Der Staufer Philipp entstamme mit Blick auf seine salischen Vorfahren Heinrich IV. und Heinrich V. einem Geschlecht der Verfolger der Kirche (genus persecutorum) und wolle die Politik seines Vaters Friedrich Barbarossa gegen das Papsttum fortführen. Heinrich der Löwe und Lothar von Süpplingenburg als Vorfahren Ottos IV. seien hingegen immer treue Anhänger der Kirche gewesen. So entschied sich der Papst für Otto und holte von ihm verbindliche Zusagen für eine Politik ein, die mit den Zielen des Papsttums vereinbar war. Mit Heinrichs VI. Tod war die staufische Herrschaft in Italien zusammengebrochen. Innozenz wollte die von Heinrich VI. durch dessen Heirat mit Konstanze von Sizilien geschaffene Personalunion von imperium Romanum (Römischem Reich) und regnum Siciliae (Sizilien) auflösen. Die Lehnsoberhoheit über Sizilien wollte der Papst behalten. In Mittelitalien sollte außerdem das Patrimonium Petri erweitert werden. Am 8. Juni 1201 schwor Otto in Neuss den Eid, dass er die päpstlichen Rechte in Mittel- und Unteritalien wahren werde. Dies bedeutete für Otto einen Verzicht auf eine eigenständige Italienpolitik und auf umfangreiche Gebiete in Reichsitalien. In seinen Briefen an Innozenz nannte er sich fortan Otto, Dei gratia et sua Romanorum rex (Von Gottes und des Papstes Gnaden König der Römer). Der päpstliche Legat Guido von Palestrina gab daraufhin am 3. Juli 1201 in Köln die Anerkennung Ottos bekannt; seine Widersacher verfielen dem Kirchenbann. Das päpstliche Votum für Otto fand im Reich jedoch kaum Widerhall.

### Weitgehende Isolation Ottos und Ermordung Philipps von Schwaben

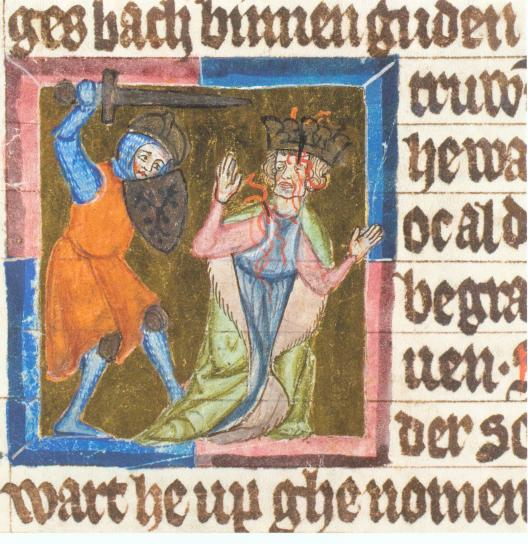
Pfalzgraf Otto von Wittelsbach erschlägt Philipp von Schwaben. Miniatur aus der Sächsischen Weltchronik, Norddeutschland, erstes Viertel des 14. Jahrhunderts, Berlin, Staatsbibliothek Preußischer Kulturbesitz, Ms. germ. fol. 129, fol. 117v

Bis 1208 führten Otto und Philipp Feldzüge gegeneinander. Die Kriegsschauplätze waren seit 1198 zunächst der Moselraum und das Gebiet des mittleren und des Niederrheins, Niedersachsen und Thüringen. Eine offene Feldschlacht mit unkalkulierbarem Ausgang wurde – wie oft in mittelalterlichen Kriegen – möglichst vermieden. Vielmehr versuchte man den Gegner durch Plünderung und Verwüstung zu schädigen oder durch einen Feldzug eine Burg oder Stadt einzunehmen. Otto geriet im Reich zunehmend in die Isolation. Sein Einfluss blieb bis 1208 auf Norddeutschland und die Region am Niederrhein begrenzt. Bayern, Österreich, Kärnten und die Steiermark waren traditionell staufernahe Regionen. Bis 1208 unternahm er kaum ernsthafte Versuche daran etwas zu ändern. Bis zur Ermordung Philipps suchte er Bayern kein einziges Mal auf. Noch bemühte er sich durch Privilegien oder andere Gunsterweise die bayerisch-österreichischen Großen an sich zu binden. Ottos Bruder Heinrich wurde von König Philipp die Pfalzgrafenwürde im Frühjahr 1204 streitig gemacht, weshalb Heinrich für die weitere Treue zu Otto von diesem die Stadt Braunschweig und die Burg Lichtenberg forderte. Dies lehnte Otto ab. Heinrich wechselte daraufhin in Philipps Lager. Otto missachtete damit die Ehrung und Belohnung von Helfern und Getreuen, die zu den wichtigsten Herrscherpflichten gehörte. Ganz anders verhielt sich Philipp gegenüber seinen Getreuen. Er belohnte den Grafen Wilhelm von Jülich mit reichen Geschenken für dessen bekundeten Willen, alle bedeutenden Anhänger Ottos für den Staufer zu gewinnen. Heinrich wurde für seinen Wechsel auf die staufische Seite von Philipp die Pfalzgrafschaft restituiert, er wurde mit der Vogtei über Goslar belehnt und mit Geldzahlungen belohnt. Auch der Vater von Ottos Verlobter Maria von Brabant wechselte 1204 in das Lager der Staufer. Im selben Jahr gelang es dem französischen König Philipp II., mit der Normandie das Herkunftsland der anglonormannischen Könige zu erobern. Dadurch war mit dem englischen König Johann Ohneland einer der wichtigsten Verbündeten Ottos erheblich geschwächt. Auch der Kölner Erzbischof Adolf und zahlreiche welfische Anhänger am Niederrhein und aus Westfalen gingen in das Lager des Staufers über, sodass er mittlerweile eine große Zahl an Unterstützern im Reich hinter sich vereinen konnte. Die Unterstützungszusagen Adolfs I. von Altena und Heinrichs I. von Brabant wurden erstmals seit der staufisch-zähringischen Übereinkunft aus dem Jahr 1152 urkundlich verbrieft. Der Thronstreit bildete den Auftakt für eine zunehmende Verschriftlichung der Bündnisverträge zwischen Herrscher und Fürsten im nördlichen Reichsteil. Der Treueschwur reichte allein nicht mehr aus. Rechte und Pflichten ließen die Vertragsparteien schriftlich festhalten. Trotz Eid und Verschriftlichung des Vertragswerkes häuften sich während des Thronstreits die Vertragsbrüche aus politischem Kalkül, aber auch die Zahl der Vertragsabschlüsse nahm zu. Grundlage für Philipps Erfolg gegen Ottos Anhänger war „ein Gemisch aus Drohungen, Versprechungen und Geschenken“.
Durch seinen Parteiwechsel durfte der Kölner Erzbischof seinen Anspruch auf Teilnahme an der Königswahl behalten. Von ihm als dem richtigen Koronator („Königskröner“) ließ sich Philipp am 6. Januar 1205 am traditionellen Krönungsort Aachen erneut krönen. Wegen seines Seitenwechsels wurde der Kölner Erzbischof vom Papst abgesetzt und durch Bruno von Sayn ersetzt. Dagegen stand die Stadt Köln weiterhin loyal zu Otto. Philipp von Schwaben versuchte Köln 1205 vergeblich zu erobern, dabei wurde Otto zweimal verwundet. Am 27. Juli 1206 besiegte Philipp bei Wassenberg ein vor allem aus Kölnern bestehendes Heer. Der Kölner Erzbischof Bruno von Sayn wurde dabei gefangen genommen, Otto selbst konnte nur knapp entkommen und floh nach Braunschweig. Im April 1207 gelang es Philipp, Köln einzunehmen. Selbst Papst Innozenz wurde ab 1204 schwankend in seiner Parteinahme für Otto und näherte sich 1207/1208 Philipp an. Als Verbündete verblieben Otto weiterhin der Dänenkönig Waldemar II. und der englische König Johann. Ottos Isolation wird auch in seiner Urkundentätigkeit deutlich. Im Zeitraum seiner Niederlage bei Wassenberg bis zu Philipps Ermordung stellte Otto nur drei Urkunden aus.
Im sächsischen Kerngebiet war Philipp allerdings militärisch nicht erfolgreich. Vergeblich belagerte er Braunschweig. Stattdessen nahm Gunzelin von Wolfenbüttel am 8. oder 9. Juni 1206 für Otto Goslar ein. Vermutlich aus Anlass der Eroberung Goslars wurde die Klosterkirche von Riddagshausen neu errichtet. 1207 bot Philipp Otto im Gegenzug für den Thronverzicht an, ihm seine älteste Tochter Beatrix als Ehefrau zu geben sowie ihn mit dem Herzogtum Schwaben zu belehnen. Trotz seiner verzweifelten Lage lehnte Otto dieses Angebot ab und erklärte, dass er sein Königtum nur durch seinen Tod verlieren wolle. Mit einem Verzicht auf die Königswürde hätte ihm die entehrende Unterordnung unter den lange bekämpften Rivalen gedroht.
Bis zu seiner Ermordung 1208 hatte sich Philipps Stellung im Reich und zum Papst erheblich verbessert. Der Papst hatte mit ihm schon Verhandlungen über die Kaiserkrönung aufgenommen. Nach erfolgreichen Kämpfen gegen den Welfen Otto begab sich Philipp von Schwaben nach Bamberg. Dort wurde er durch einen therapeutischen Aderlass geschwächt und vom bayerischen Pfalzgrafen Otto von Wittelsbach am 21. Juni 1208 getötet. König Otto IV. scheint am Mord nicht beteiligt gewesen zu sein. Selbst die staufertreue Historiographie stellt keine Verbindung zum Mordanschlag her. Die Annalen des sächsischen Klosters Pegau machen immerhin Parteigänger Ottos IV. für den Mord verantwortlich. Die Hintergründe der Tat sind bis heute ungeklärt. Nach Knut Görich könnte verletzte Ehre das Motiv gewesen sein, denn Philipp hatte die schon 1203 abgeschlossene Verlobung seiner Tochter Kunigunde mit dem Pfalzgrafen wieder gelöst. Das königliche Handeln habe der Wittelsbacher als ehrverletzende Handlung gedeutet, die seinen sozialen Rang minderte; um sein Ansehen und damit seine soziale Akzeptanz zurückzugewinnen, habe er handeln müssen. Bereits Zeitgenossen verdächtigten auch die Andechser Brüder Bischof Ekbert von Bamberg und Markgraf Heinrich IV. von Istrien. Bernd Ulrich Hucker versteht daher den Bamberger Königsmord nicht als Privatrache, sondern als Werk einer weitgespannten Verschwörung. Der Wittelsbacher habe im Auftrag einer Fürstengruppe, zu der er zählte, gehandelt. Diese Gruppe um den Pfalzgrafen von Wittelsbach, die Andechser Brüder und ihre Verwandten und den Landgrafen Hermann von Thüringen habe in einem regelrechten „Staatsstreich“ versucht, den Herzog Heinrich von Brabant als neuen König durchzusetzen. Als wichtigsten Beleg nennt Hucker eine süddeutsche Proskriptionsliste König Ottos IV. Seine Hypothese hat sich aber nicht durchgesetzt. Für die Anhänger des Welfen galt der Mordanschlag als göttlicher Eingriff zur Beendigung der Auseinandersetzungen.

### Kurzfristige Festigung der Herrschaft

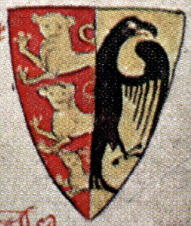
Otto IV. ist der erste römisch-deutsche Kaiser, dessen Wappen eindeutig überliefert ist. Es handelt sich um einen gespaltenen Schild mit drei Löwen und halbiertem Adler.

Otto begann seine Gegner in Sachsen militärisch unter Druck zu setzen. Bisherige Gegner des Welfen wie der Halberstädter Bischof Konrad oder der Magdeburger Erzbischof Albrecht II. traten zu Otto über. Im Juli 1208 schlossen Otto und der Magdeburger Erzbischof einen Vertrag. Mit Haldensleben, Sommerschenburg und Lauenburg machte Otto große territoriale Zugeständnisse. Er verzichtete auch auf das königliche Münz- und Zollrecht auf dem Territorium des Erzbistums Magdeburg. Außerdem räumte er dem Magdeburger Erzbischof die Rolle seines ersten Ratgebers unter den Fürsten ein. Für den Magdeburger Kathedralbau sicherte der Welfe dem Erzbischof 3000 Silbermark zu. Mit diesen Gunsterweisen gelang es Otto, auch andere Anhänger der Gegenseite für sich zu gewinnen. Neben dem Magdeburger Erzbischof hatte der Herzog Bernhard von Sachsen erheblichen Anteil an der Aussöhnung. Am 22. September 1208, der auf den Tag des heiligen Mauritius fiel, wählten die Fürsten Sachsens und Thüringens Otto in Halberstadt einhellig zum König. Am 11. November 1208 wurde Otto in Frankfurt erneut zum König gewählt. Der staufertreue Chronist Burchard von Ursberg ließ erst mit dieser Wahl Ottos Königsherrschaft beginnen. Als wichtigste Aufgabe galt es, die Ordnung wiederherzustellen. Zu diesem Zweck wurde ein Landfrieden verkündet. Otto trat als Rächer König Philipps auf, um sich nicht dem Vorwurf der Vorteilsnahme auszusetzen und zugleich seine Unschuld zu dokumentieren. Über Philipps Mörder verhängte er die Reichsacht. Die Andechser Brüder Bischof Ekbert von Bamberg und Markgraf Heinrich IV. von Istrien verloren ihre Ämter, Lehen und Einkünfte. Als Symbol der Aussöhnung wurde Philipps zehnjährige Tochter Beatrix von Schwaben mit Otto verlobt. Die Eheschließung musste aufgrund des Alters der Braut verschoben werden. Die staufischen Güter fielen Otto zu. Auch Philipps Kanzlei und die Reichsministerialen traten auf seine Seite. Vom Speyrer Bischof erhielt Otto die auf dem Trifels verwahrten Herrschaftszeichen.

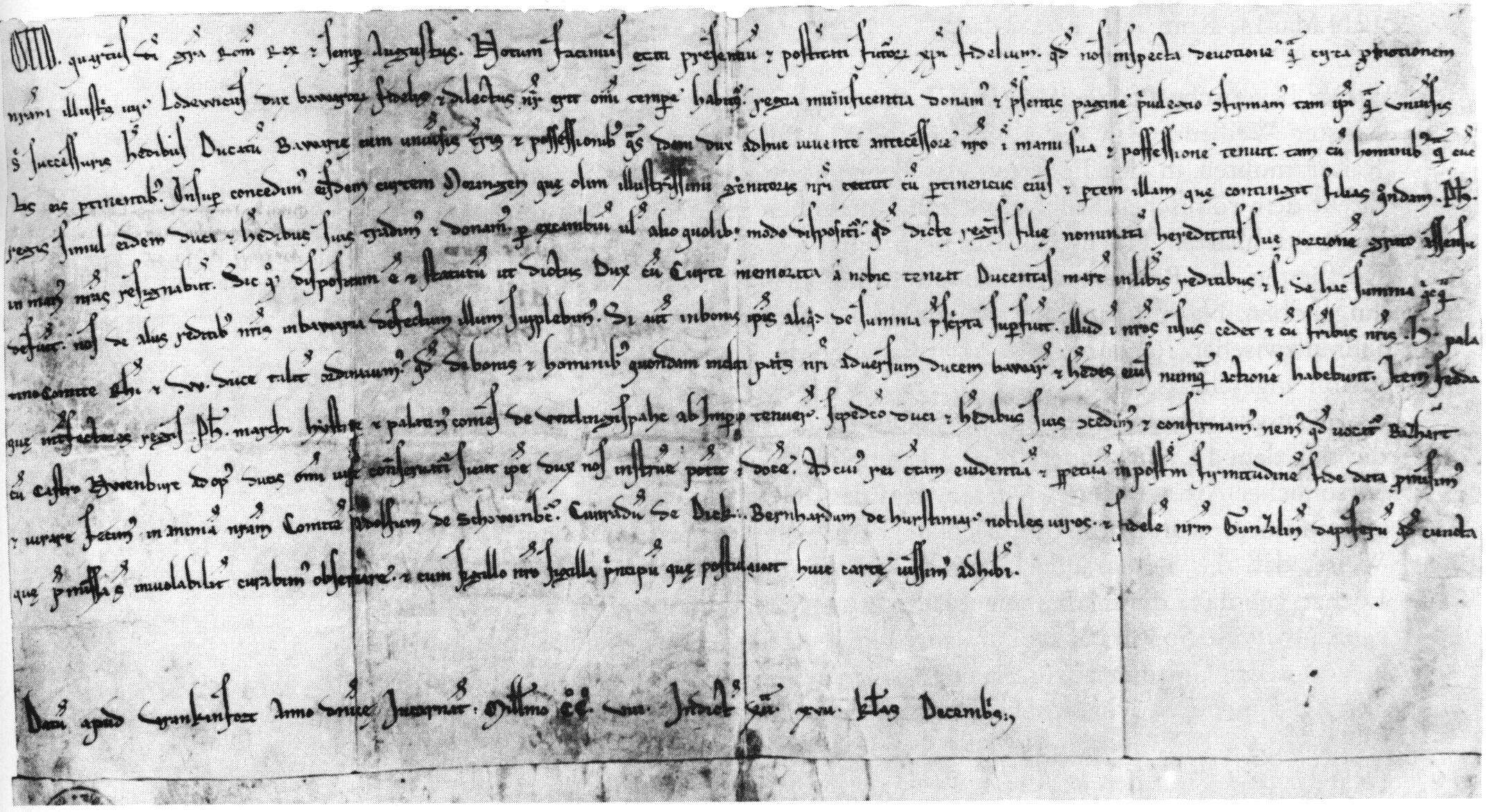
Die Urkunde Ottos IV. über die erbliche Belehnung Herzog Ludwigs I. mit Bayern, ausgestellt am 15. November 1208. München, Bayerisches Hauptstaatsarchiv, Kaiserselekt 593

Auch in Bayern, Österreich, Kärnten und der Steiermark fand Otto von 1208 bis 1212 allgemeine Anerkennung. Besonders trat Ludwig I. von Bayern hervor. Bereits bei der Frankfurter Königswahl 1208 verlieh Otto als erster König überhaupt seinem „geliebten Getreuen“ Ludwig (fidelis … dilectus noster) und dessen Nachkommen das Herzogtum Bayern mit allem Grund und Leuten dauerhaft. Damit verzichtete Otto zugleich auf mögliche Ansprüche auf das Herzogtum Bayern, das seinem Vater Heinrich 1180 durch Fürstenspruch aberkannt worden war. Ludwig profitierte am meisten von der Ächtung und vom Lehnsentzug der Andechs-Meraner. Ihm verlieh Otto mehrere Grafschaften (Istrien, Krain, Schärding, Neuburg/Inn im Unterinntal), Innsbruck, zahlreiche Burgen (Oberwittelsbach, Andechs), Landgüter und Ministeriale. Kein anderer weltlicher Großer hielt sich so häufig bei Otto IV. auf wie Herzog Ludwig I. von Bayern. Es sind von November 1208 bis Mai 1212 mehr als zwanzig Aufenthalte überliefert.
Mittelalterliche Königsherrschaft wurde im Reich ohne feste Residenz durch ambulante Herrschaftspraxis ausgeübt. Otto musste also in bestimmten zeitlichen Abständen durch das Reich ziehen und dadurch seiner Herrschaft Geltung und Autorität verschaffen. 1209 besuchte er Augsburg und Ulm in Schwaben, Bayern und den Südosten jedoch nicht. Hoftage oder andere wichtige Versammlungen wurden nicht abgehalten. Der südöstliche Teil des Reiches hatte in Ottos Itinerar allenfalls den Charakter eines Durchzugsgebietes. Die Akzeptanz seiner Herrschaft in diesem Raum ist weniger durch seine persönliche Anwesenheit dokumentiert als durch das Urteil dortiger Chronisten, Hofbesuche geistlicher und weltlicher Großer sowie durch erbetene und erteilte Privilegien. Neben Ludwig von Bayern ragen unter den Großen des Südostens Graf Meinhard II. von Görz und Bischof Manegold von Passau durch Häufigkeit und Dauer ihrer Aufenthalte am Hof hervor. Nach Ottos Regierungsjahren datierten von 1208 bis 1212 zahlreiche Kloster- und Stiftskirchen im südöstlichen Reichsteil ihre Urkunden, was seine dortige Anerkennung in diesem Zeitraum deutlich macht.
1209 anerkannten Polen und Ungarn in Altenburg Otto als ihren Lehnsherrn.

### Hof

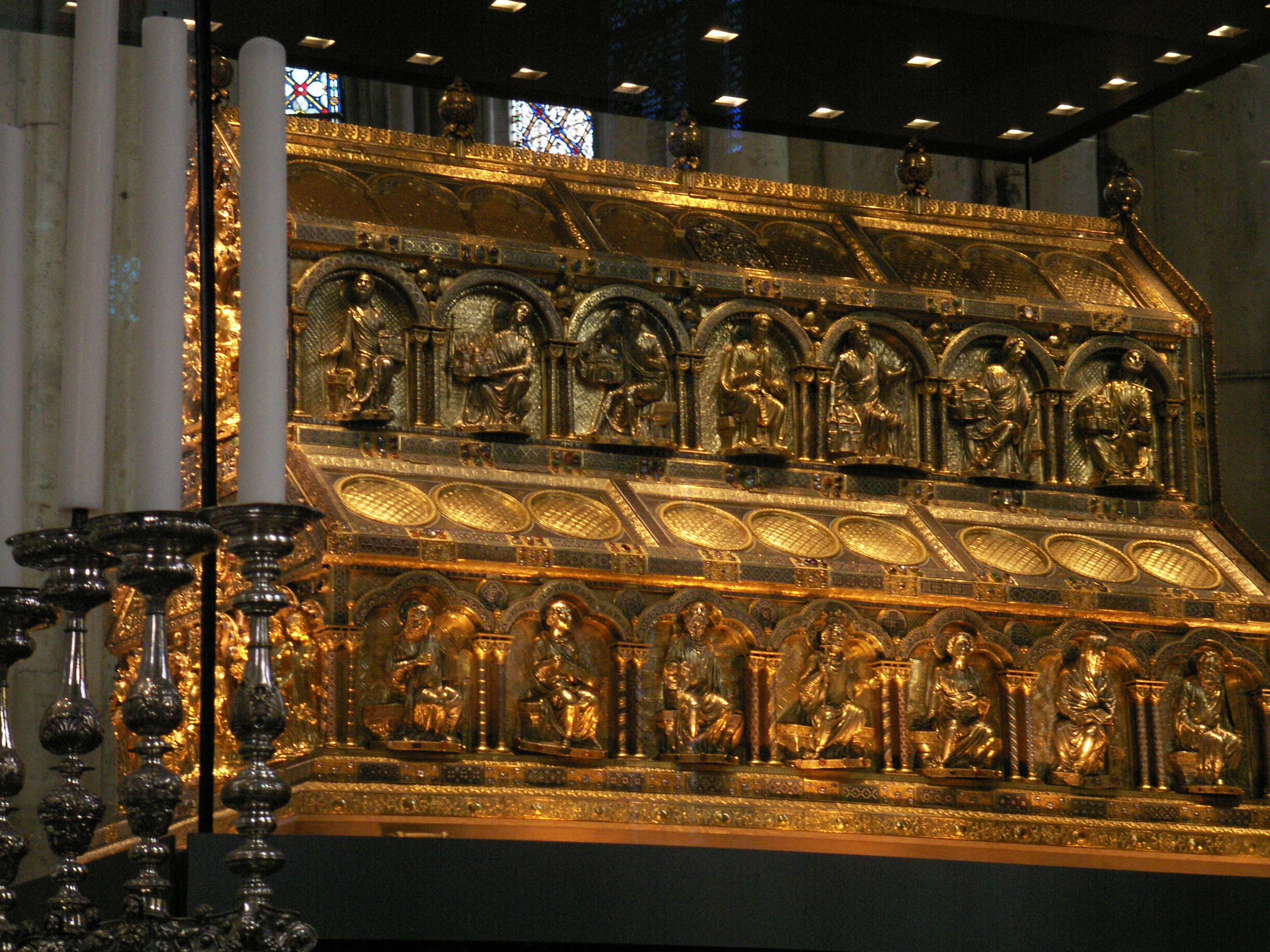
Dreikönigsschrein

Seit dem 12. Jahrhundert entwickelte sich der Hof zu einer zentralen Institution königlicher und fürstlicher Macht. Der Begriff „Hof“ kann als „Präsenz beim Herrscher“ aufgefasst werden. Der wichtigste Bestandteil des Hofes war die Kanzlei. Nach dem Tod Philipps von Schwaben übernahm Otto dessen Kanzler und band damit bei der Urkundenausfertigung als wichtigen Bestandteil der Herrschaftsrepräsentation demonstrativ sein Königtum an den Staufer an.

#### Kunstpatron und Stifter

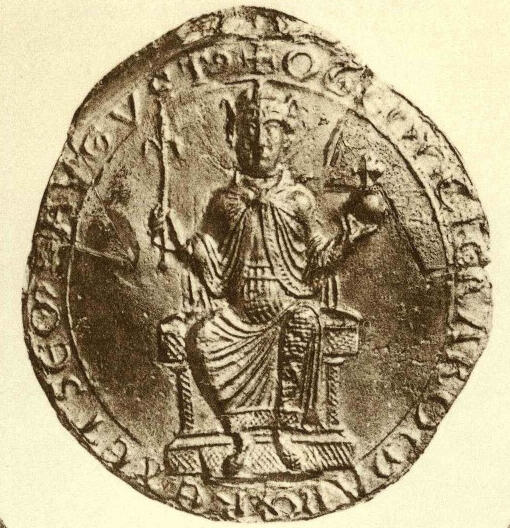
Siegel von Kaiser Otto IV.

#### Braunschweig

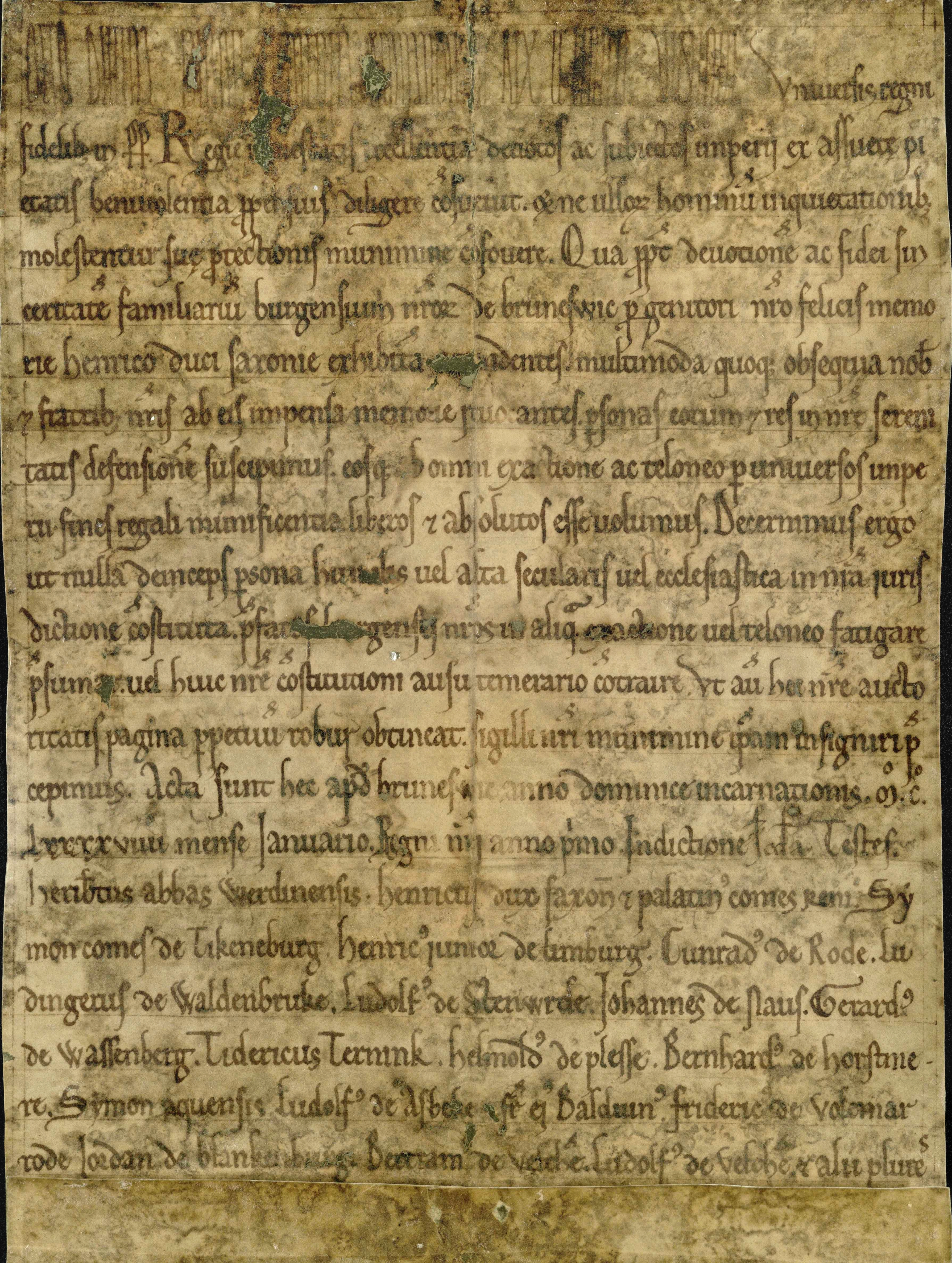
Zollprivileg Ottos IV. von 1199 für die Bürger Braunschweigs.

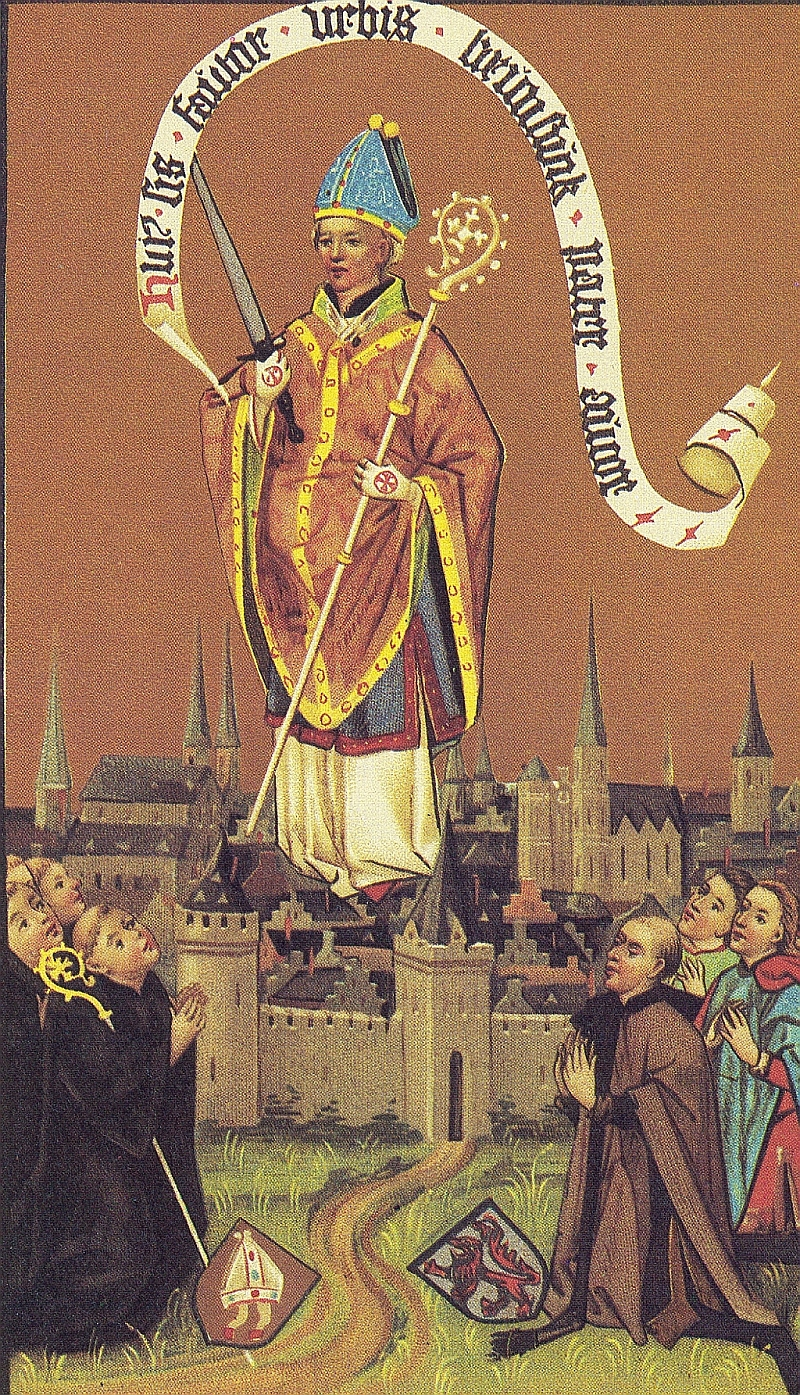
Darstellung des Heiligen Auctor (um 1460): Bei der Belagerung Braunschweigs durch die Truppen Philipps von Schwaben im Jahre 1200 soll St. Auctor am 20. August über der Stadt erschienen sein und so deren Einnahme verhindert haben. Seither galt er als Schutzpatron der Stadt und der 20. August wurde als „Au(c)torstag“ begangen.

### Schlacht von Bouvines

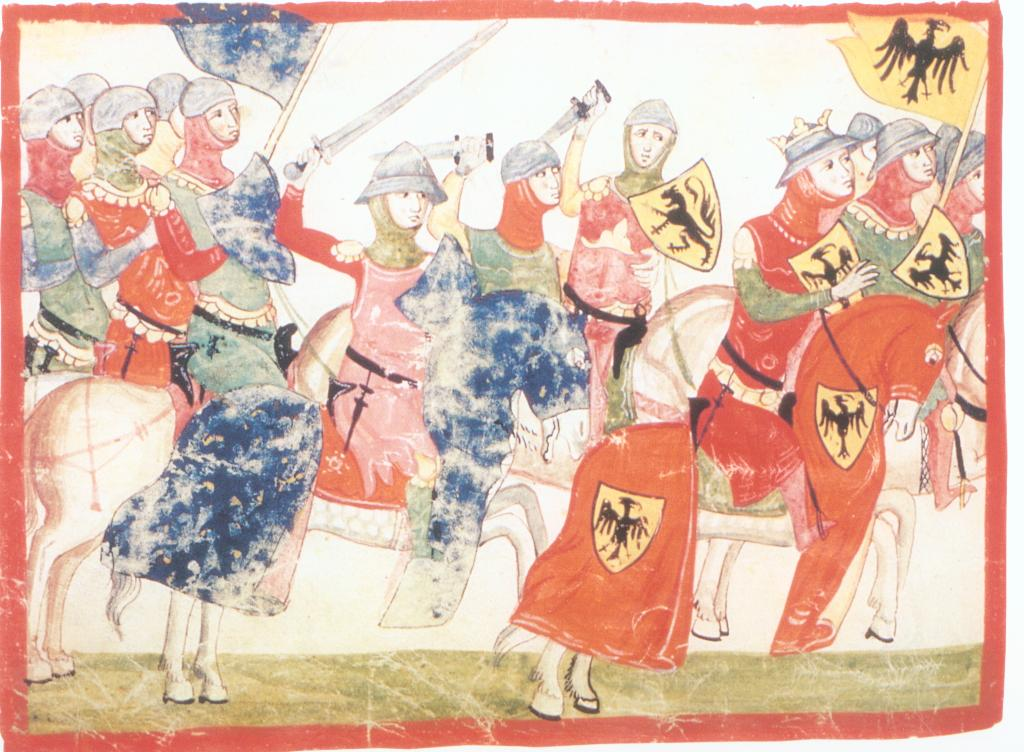
Darstellung der Schlacht von Bouvines. Giovanni Villani, Nuova Cronica, 14. Jahrhundert, Biblioteca Apostolica Vaticana, Rom Cod. Chigi L VIII 296, fol. 68v.

### Letzte Jahre, Testament und Tod

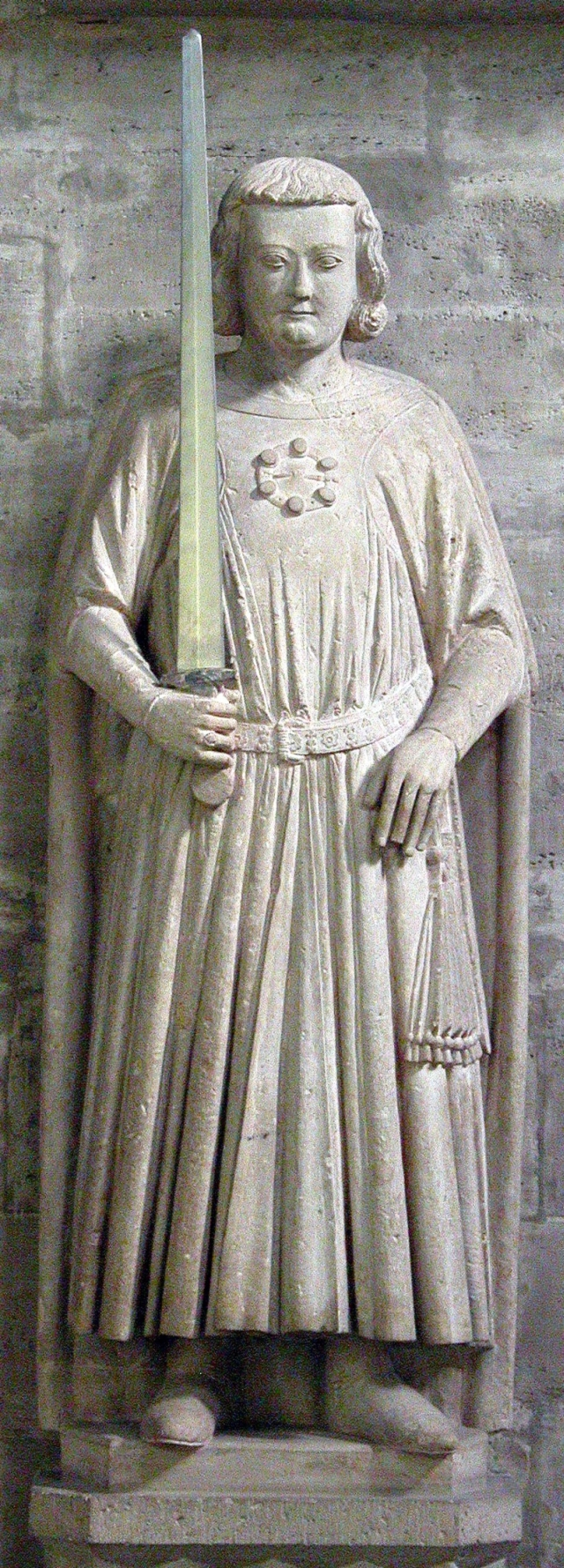
Braunschweiger Dom: Verschiedentlich wird vermutet, dass es sich bei dieser Statue entweder um Heinrich den Löwen handelt oder aber – so Bernd Ulrich Hucker – um die Darstellung Ottos IV. aus einem unvollendet gebliebenen Grabmal für ihn.

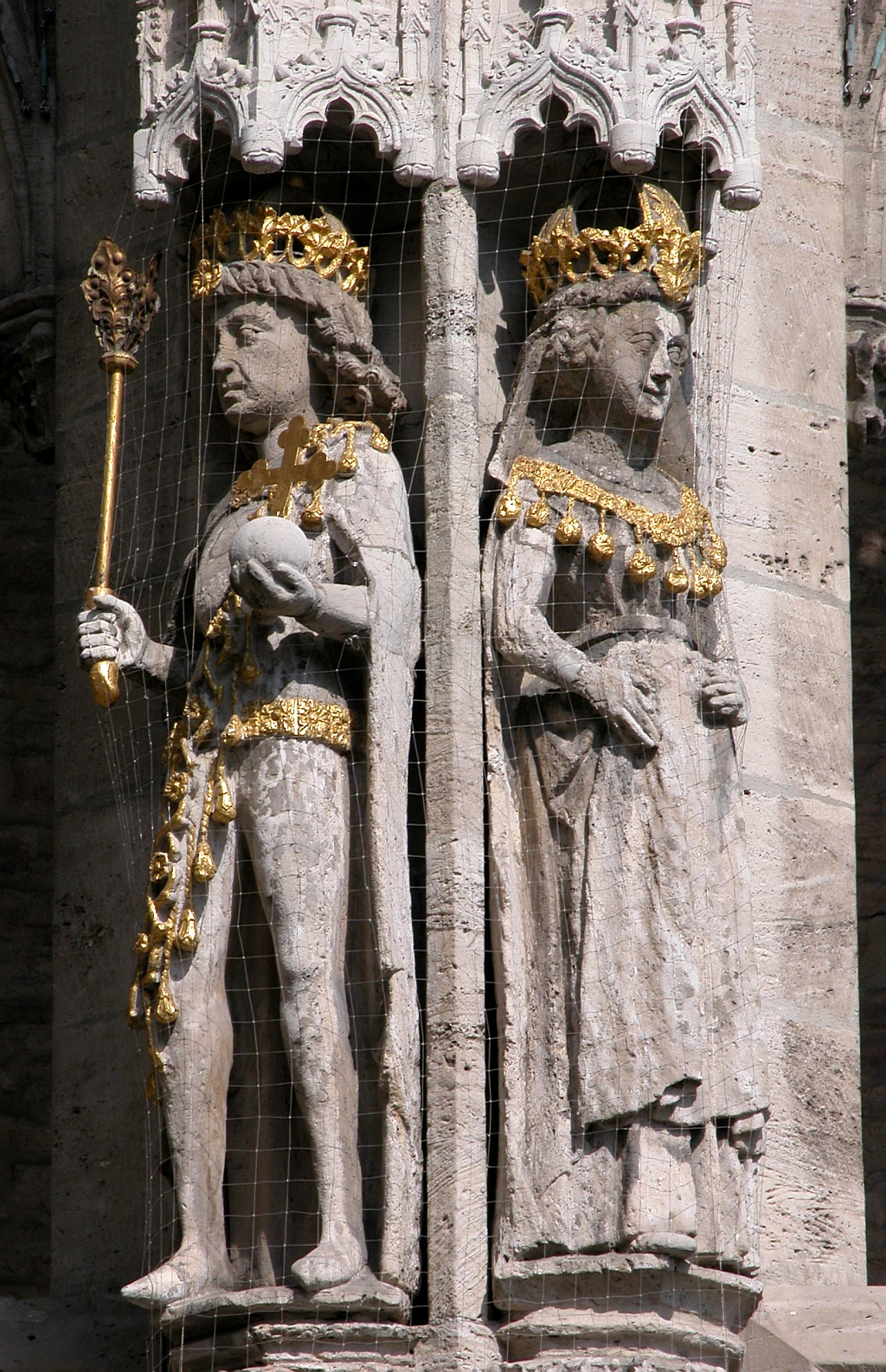
Altstadtrathaus: Otto IV. und Maria (zwischen 1455 und 1468 entstanden).

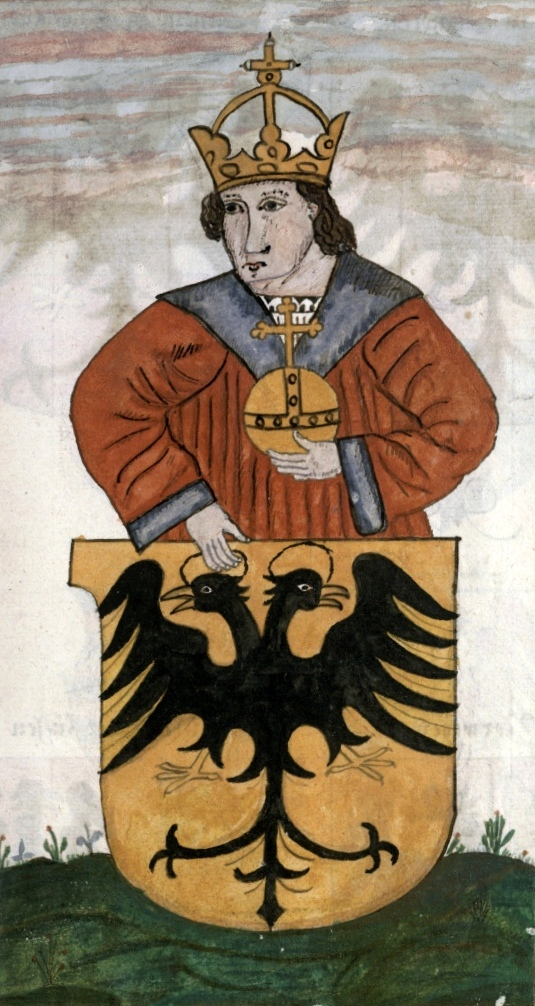
Abbildung Ottos IV. im Schichtbuch Hermann Botes aus dem Jahre 1514. Braunschweig, Stadtarchiv, H III 2: 19, fol. 107r.

### Künstlerische Rezeption im 19. Jahrhundert

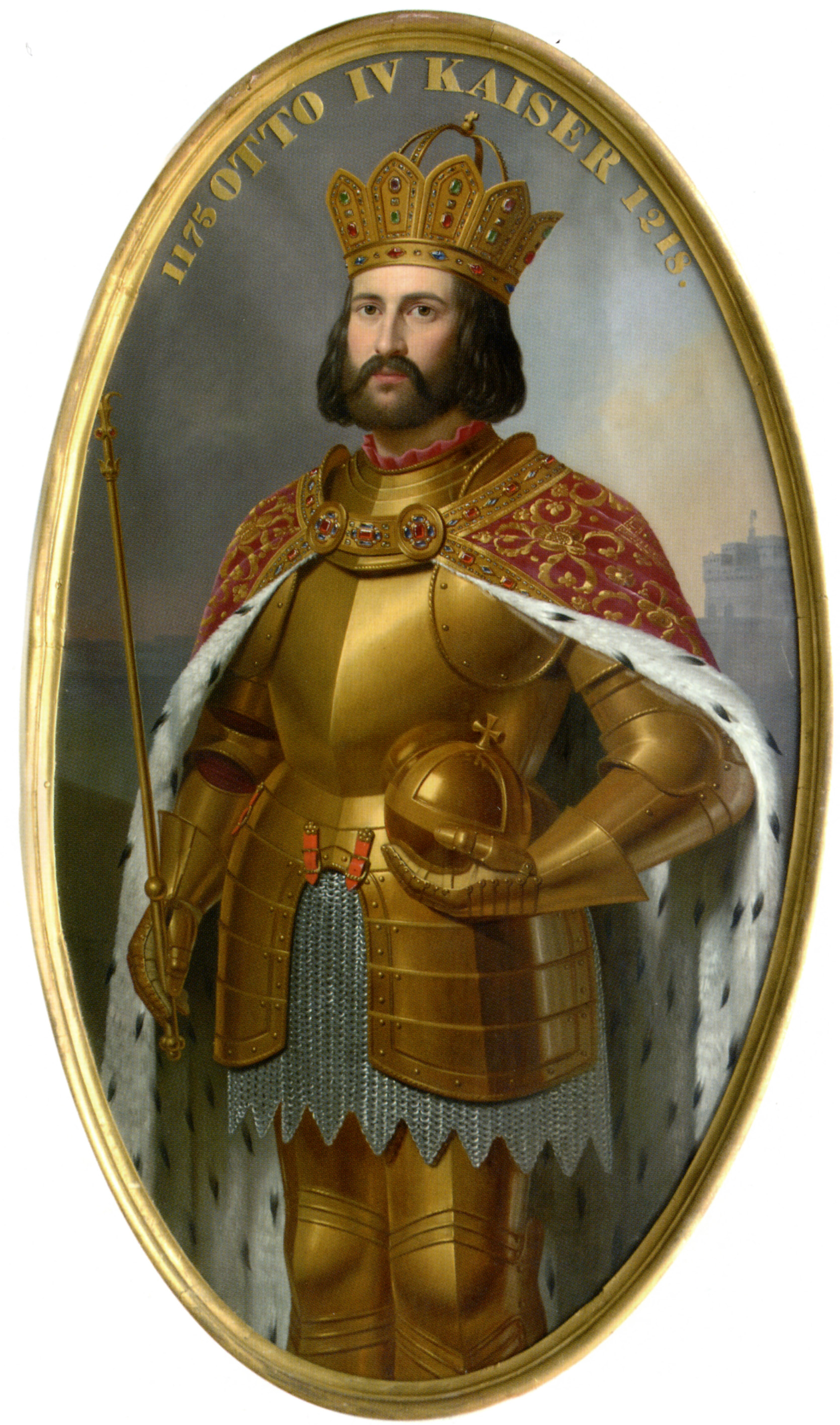
Romantische Rezeption im 19. Jahrhundert: Otto IV, Gemälde von Christian Tunica, 1836